# Ga Chợ Gajeong Jungang
Ga Chợ Gajeong Jungang (Tiếng Hàn: 가정중앙시장역, Hanja: 佳亭中央市場驛) là ga tàu điện ngầm của Tàu điện ngầm Incheon tuyến 2 nằm ở Gajeong-dong, Seo-gu, Incheon.

## Lịch sử
- 5 tháng 10 năm 2015: Tên ga được quyết định là Ga Chợ Gajeong Jungang[1]
- 30 tháng 7 năm 2016: Bắt đầu kinh doanh với việc khai trương Tàu điện ngầm Incheon tuyến 2[2]

## Bố trí ga
| Gajeong ↑  |
| \| N/B     |
| ↓ Seongnam |

| Hướng Bắc | ● Incheon tuyến 2 | ← Hướng đi Văn phòng Seo-gu · Geomam · Geomdan Sageori · Geomdan Oryu |
| Hướng Nam | ● Incheon tuyến 2 | → Hướng đi Seongnam · Incheon Gajwa · Juan · Unyeon →                 |

## Xung quanh nhà ga
- Chợ Gajeong Jungang
- Công viên Columbia
- Trung tâm văn hóa Seo-gu
- Trung tâm phúc lợi hành chính Gajeong 3-dong
- Trường tiểu học Gaseok Gaseok
- Trường trung học Gajeong
- Shinhyeonwonchang-dong
- Trường tiểu học Icheon Shinhyeon
- Ngã tư Dokgol
- Bệnh viện Incheon Chamsarang
- Haneulchae APT
- Wonchang-ro

## Hình ảnh

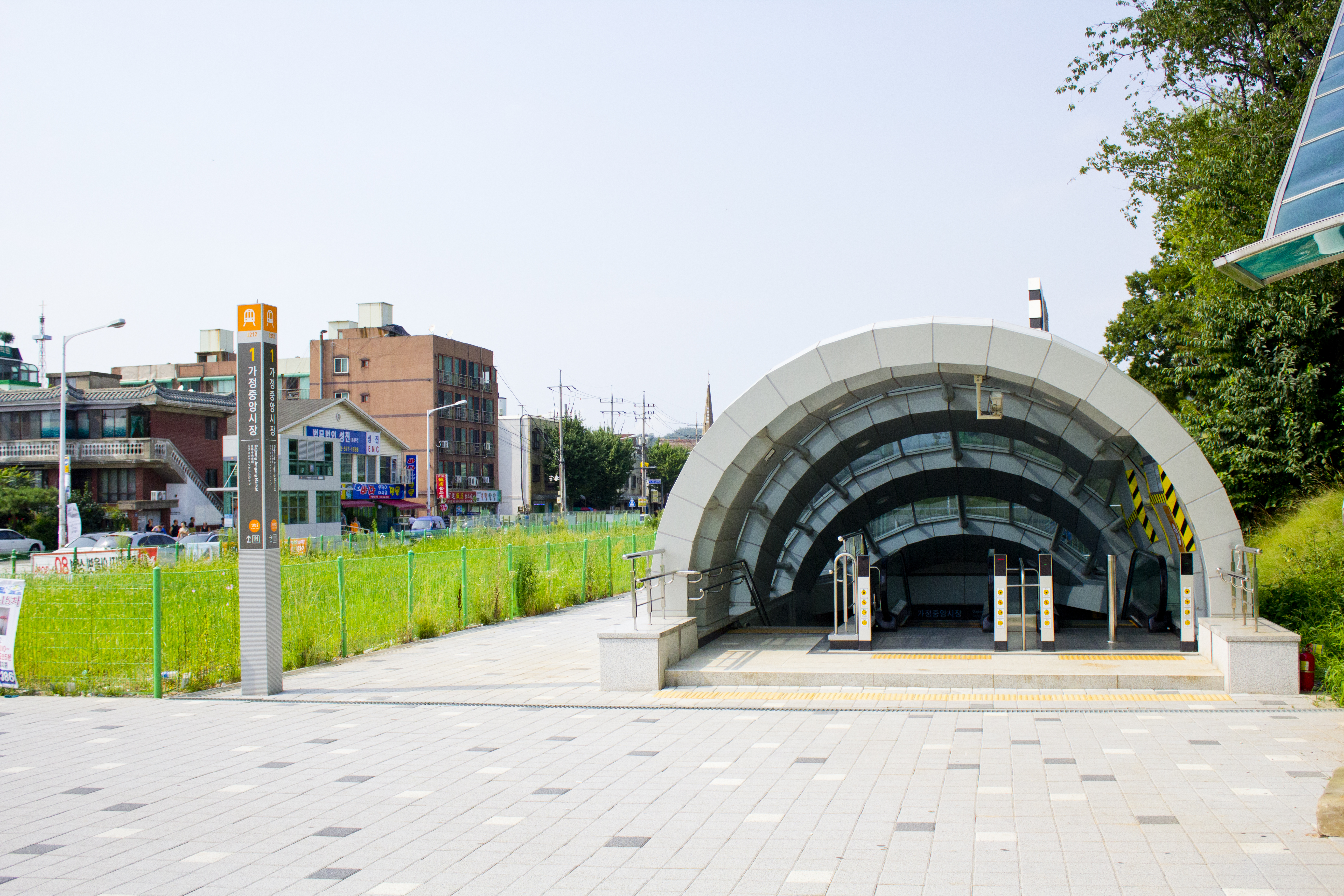
Lối ra 1 Ga Chợ Gajeong Jungang trên Tàu điện ngầm Incheon tuyến 2
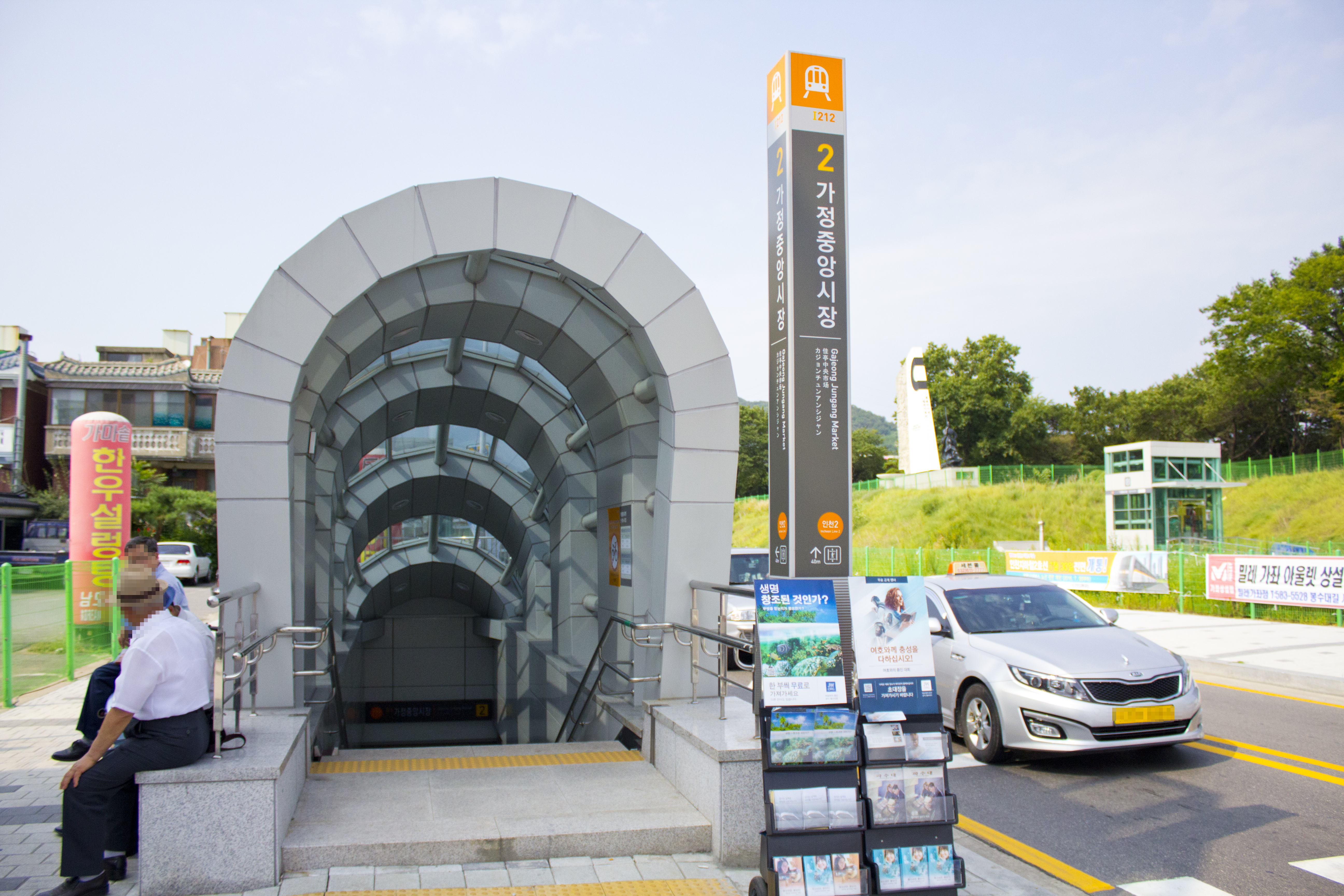
Lối ra 2 Ga Chợ Gajeong Jungang trên Tàu điện ngầm Incheon tuyến 2